# تپه دکین
تپه دکین مربوط به دوره سلجوقیان است و در شهرستان شهریار، بخش ملارد، روستای دکین واقع شده و این اثر در تاریخ ۱۷ مرداد ۱۳۸۳ با شمارهٔ ثبت ۱۱۰۴۳ به‌عنوان یکی از آثار ملی ایران به ثبت رسیده است.